# Thomas Hüetlin
Thomas Hüetlin (* 1961 in Sigmaringen) ist ein deutscher Journalist.

## Leben
Thomas Hüetlin wuchs in München auf. Er studierte an der Ludwig-Maximilians-Universität München Politik- und Literaturwissenschaft. Außerdem absolvierte er die Deutsche Journalistenschule. 1990 leitete er die Redaktion der Zeitschrift Tempo. Anschließend war er Spiegel-Korrespondent in New York und Berlin. Bekannt wurde er vor allem durch seine Sportreportagen, u. a. über David Beckham und Oliver Kahn. Später arbeitete er beim Spiegel als Reporter, bis er 2017 in den Vorruhestand ging.
Er veröffentlichte im Februar 2022 eine historische Reportage über den Mord am deutschen Außenminister Walther Rathenau im Juni 1922.

## Werke
- Gute Freunde – die wahre Geschichte des FC Bayern München. Blessingverlag, München 2006, ISBN 978-3-89667-254-4; Taschenbuchausgabe: Heyne, München 2007, ISBN 978-3-453-60051-5.
- Mein Leben am Limit. Autobiografie in Gesprächen mit Reinhold Messner. Piper, München / Zürich 2004, ISBN 978-3-492-24535-7.
- mit Udo Lindenberg: Udo. Kiepenheuer & Witsch, Köln 2018, ISBN 978-3-462-05077-6.
- Berlin, 24. Juni 1922: Der Rathenaumord und der Beginn des rechten Terrors in Deutschland. Kiepenheuer & Witsch, Köln 2022, ISBN 978-3-462-05438-5.
- »Man lebt sein Leben nur einmal« Marlene Dietrich und Erich Maria Remarque – die Geschichte einer grenzenlosen Leidenschaft. Kiepenheuer & Witsch, Köln 2024, ISBN 978-3-462-00589-9.

## Auszeichnungen
- Für seine Arbeit „Hier ist Totentanz“ im Spiegel[3] wurde er 1997 mit dem Egon-Erwin-Kisch-Preis ausgezeichnet.[4]
- 2009 wurde Hüetlin gemeinsam mit Beat Balzli, Klaus Brinkbäumer, Ullrich Fichtner, Hauke Goos und Christoph Pauly für ihren Bericht über die American International Group im Spiegel vom Medium Magazin als Wirtschaftsredakteur des Jahres 2009 geehrt.[5]
- 2012 erhielt er den Henri-Nannen-Preis in der Kategorie Beste Dokumentation, im Team mit Ferry Batzoglou, Manfred Ertel, Ullrich Fichtner, Hauke Goos, Ralf Hoppe, Guido Mingels, Christian Reiermann, Cordt Schnibben, Christoph Schult, Thomas Schulz und Alexander Smoltczyk, für den Artikel Eine Bombenidee, erschienen im Spiegel.[6]